# 薩特爾巴赫河 (施泰因巴赫河支流)
47°41′53″N 11°39′31″E / 47.697953°N 11.658608°E

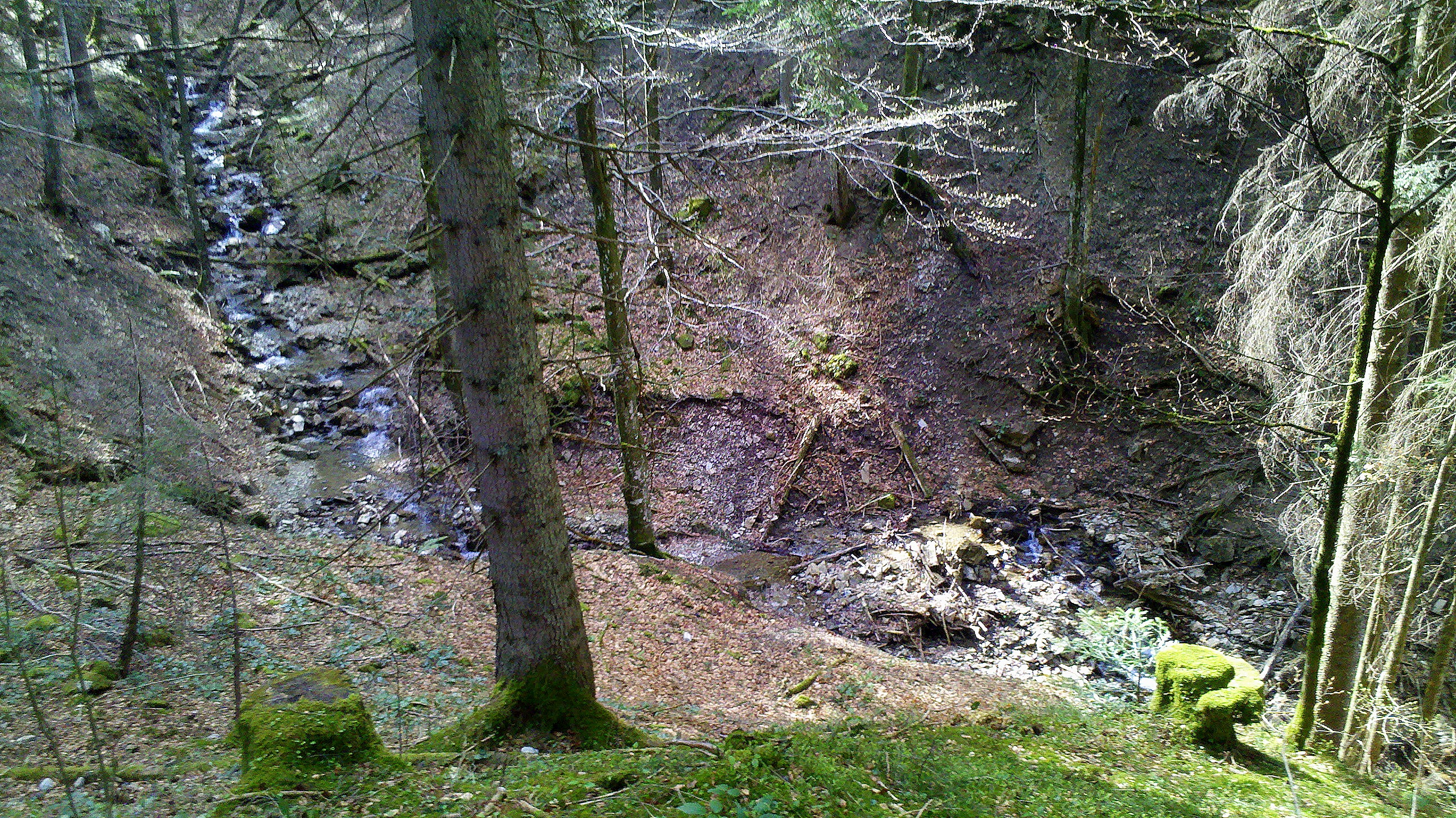

薩特爾巴赫河是德國的河流，位於該國東南部，由巴伐利亞負責管轄，屬於施泰因巴赫河的支流，河道全長1.3公里，流經巴特特爾茨-沃爾夫拉茨豪森縣。